# Heinz Leinfellner
Heinz Leinfellner, avstrijski kipar (kubist) in pedagog, * 4. december 1911, Zidani Most, † 13. januar 1974, Dunaj.

## Življenjepis
Leta 1916 se je s starši preselil v Gradec. Tam je od leta 1927 do 1930 obiskoval šolo za umetnost in obrt. Od leta 1932 do 1940 pa je študiral kiparstvo na dunajski akademiji za likovno umetnost, pri profesorju Antonu Hanaku in Josefu Muellnerju. Bil je tudi profesor na dunajski akademiji. Leta 1954 je sodeloval na Beneškem bienalu in leta 1959 na Documenti 2 v Kasselu.